# Tóth Mária (író)
Tóth Mária (Arad, 1933. április 6. –) aradi magyar író, újságíró.

## Életútja, munkássága
Középiskoláit szülővárosában, a Magyar Vegyes Líceumban végezte, ahonnan mindjárt Bukarestbe került: 1951–53 között a Romániai Magyar Szó, 1953–54-ben a Szakszervezeti Élet szerkesztőségében dolgozott, 1954–59 között a Sajtófőigazgatóság keretében a cenzúra lektora. 1959–84 között a Jóbarát és a Pionír, 1984–88 között – nyugdíjazásáig – a Munkásélet belső munkatársa.
Első írásait 1948-ban az aradi Magyar Vegyes Líceum diáklapja közölte; novellákkal rendszeresen jelentkezett az Előre, Utunk, Igaz Szó, 1990 után a Helikon, Látó hasábjain.

## Kötetei
- A küszöbön túl (novellák, Bukarest, 1964)
- Levél a mélyből (regény, Bukarest, 1965)
- Futóhomok (regény, Bukarest, 1968)
- Elvarázsolt erdőben (regény, Bukarest, 1969)
- Szerep (regény, Bukarest, 1972)
- Ablak a napra (novellák, Bukarest, 1972)
- Húsz év szerelem (novellák, Bukarest, 1976)
- Johanna tükre (novellák, Bukarest, 1976)
- A futár halála (regény, Bukarest, 1979)
- Padtársak (regény, Bukarest, 1981; románul Colegi de bancă címmel, Raul Joil és Markovits Márton fordításában, Bukarest, 1985)
- A festőasszony (novellák, Bukarest, 1982)
- Ha szárnyam volna (regény, Bukarest, 1984)
- Maradj velünk, gyermekkor (mesék, Bukarest, 1988)
- Mefisztó felesége (novellák, Bukarest, 1989)
- Még a fákat is lelőtték (novellák, Kolozsvár, 1998)
- Kutyák tele (novellák, Marosvásárhely, 2000)
- Régimódi hűség avagy Özvegységem története; Mentor, Marosvásárhely, 2001
- A cukor íze (Marosvásárhely, 2003)
- A társalkodónő. Novellák; Mentor, Marosvásárhely, 2007
- A tizedik zsidó. Novellák; Mentor, Marosvásárhely, 2013
- Kisjézus inge. Prózai írások; Mentor, Marosvásárhely, 2015